# Mendlingbach
Der Mendlingbach ist ein kleiner Nebenfluss der Salza im niederösterreichisch-steirischen Grenzgebiet in den Ybbstaler Alpen.

## Name
Das Gewässer ist in einer lateinischen Urkunde von 1139 als Monlich fluvius erstgenannt.

## Lauf und Landschaft
Der Mendlingbach umrundet mit etwa zehn Kilometer Länge den Scheibenberg (1400 m ü. A.), den Ostausläufer des Gamssteinzugs (Voralpe-Gruppe der Ybbstaler Voralpen).
Der Mendlingbach entspringt östlich der Promau, zwischen Scheibenberg im Süden und Königsberg 1452 m ü. A. im Norden, wo er sich aus mehreren kleinen Gewässern (Großer Höllgraben, Kleiner Höllgraben, Seitgraben, Lebersgraben von Königsberg und Schwarzbachgraben vom Bodingsattel) bildet.
Ab oberhalb Großegg, beim Halstal, wendet sich der Bach nach Südost, zuerst in einem kurzen Klammabschnitt, dann einer sanften Talung, links liegt das Schwölleck (1069 m ü. A.), rechts die Breitseiten des Scheibenbergs. Bei Grossegg liegt auch die Großeggerquelle, eine Karstquelle.
Bei Lassing, das etwa 100 m höher liegt, schwenkt der Bach dann südwestwärts, und fließt geradewegs weiter, bis er (auch als Lassingbach bezeichnet) bei Erzhalden in die Salza mündet. In Talabschnitt des Unterlaufs liegt der Ort Mendling. Vom Hochkar im Süden nimmt der Mendlingbach hier die Gerinne aus Königsgraben, Dürrengraben, und Bösgraben auf, vom Scheibenberg den Raffelgraben.

## Natur, Verkehr und Tourismus

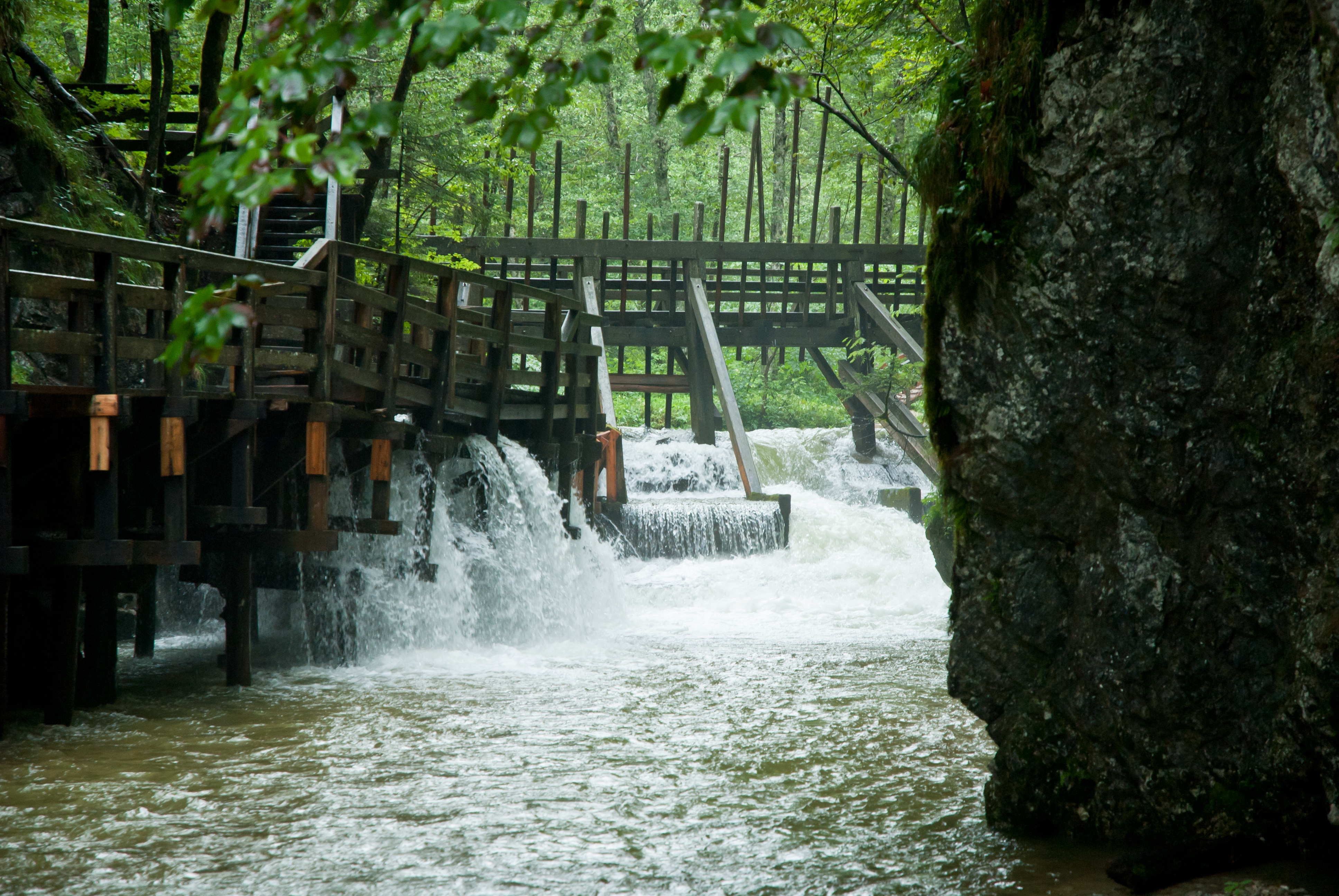
Triftrechen an der Mendling

Das mittlere Mendlingtal bildet heute die Erlebniswelt Auf dem Holzweg im mittleren Mendlingtal, die das Kleineisengewerbe der Eisenwurzen als Freilichtmuseum dokumentiert. Sie ist eine der letzten bestehenden funktionierenden Holztriftanlagen Mitteleuropas, mit Mühlen, einer Venezianischen Brettersäge, Schmiedegesellenhaus, Fischteichen und im Sommer Schautriftvorführungen. Der Wanderweg führt vom oberen Ortsende bis zum Hammerherrenhaus in Großegg.
Am 4. Oktober 2020 war der Erlebnisweg im Mendlingtal am Vormittag wegen Sturms geschlossen, wurde mittags von einem Sachkundigen begangen und nachmittags bei vorhergesagt abflauenden Winden wieder geöffnet. Ein aufgekommener Wind hat nachmittags Bäume entwurzelt, die auf den Weg gestürzt sind und hier ein 4-jähriges Mädchen getötet und mehrere Menschen leicht verletzt haben.
Der Oberlauf in Niederösterreich liegt im Naturpark [Niederösterreichische] Eisenwurzen, der Mittellauf im Landschaftsschutzgebiet Ötscher-Dürrenstein, der steirische Unterlauf im Naturschutzgebiet Wildalpener Salzatal und im Naturpark [Steirische] Eisenwurzen.
Am Unterlauf läuft zwar die Erlauftal Straße B 25, trotz Ort und dem wasserbaulich genutzten Mittellauf (dort verläuft die L6179 Lassing – Hof-Großegg oberhalb am Hang) ist das Tal aber weitgehend naturnah, am Oberlauf naturbelassen, die Gemeindestraße Großegg – Hollenstein verläuft seitab in einem Nebengraben.
Der Bach ist kein explizites Ziel für Wildwassersport, wird aber mit Schwierigkeitsgrad II/III geführt.

### Großeggerquelle

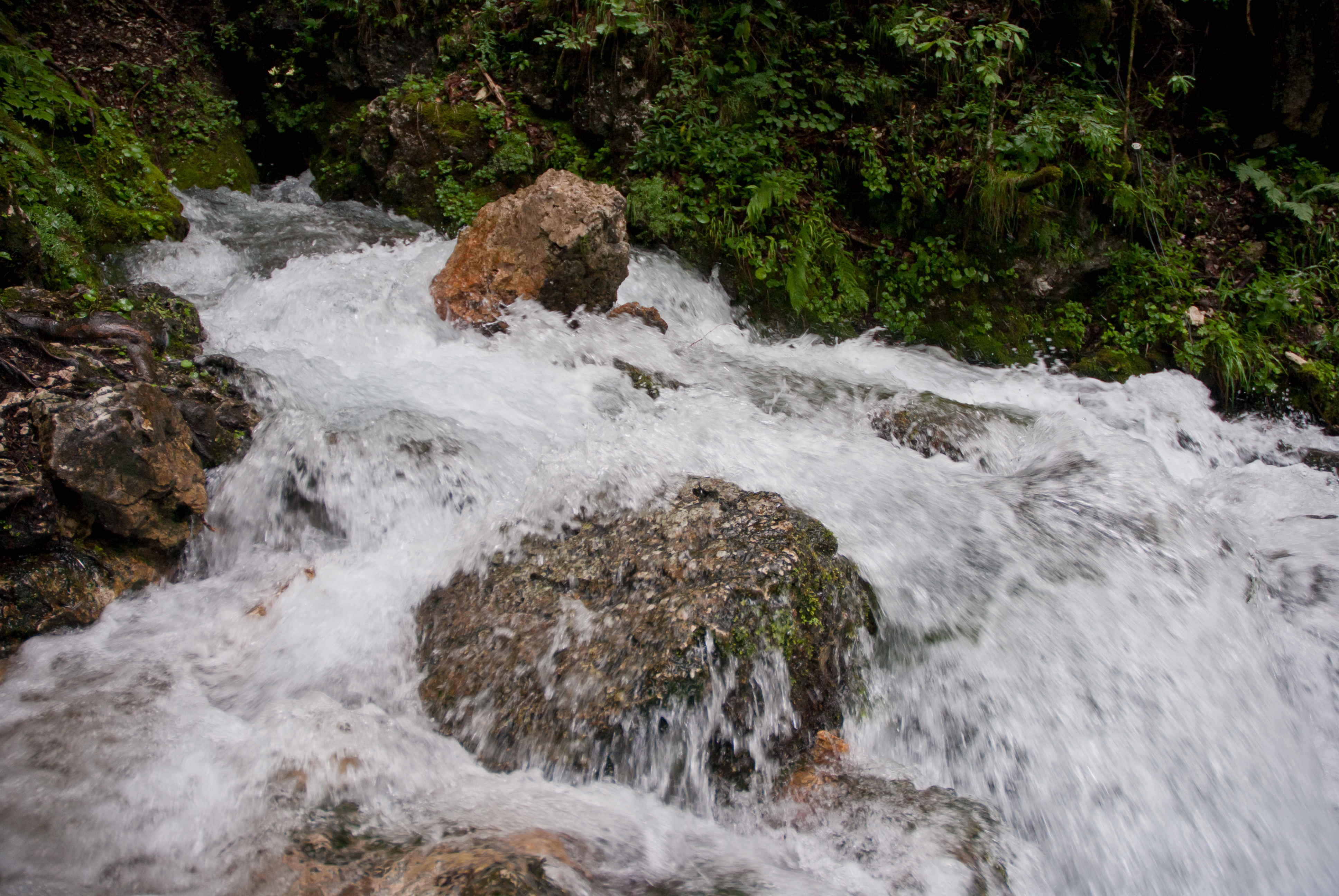
Die Großeggerquelle

Die Großeggerquelle, auch Großegger-Quelle genannt, (Lage) ist eine Karstquelle am Nordfuß des etwa 1400 m ü. A. hohen Scheibenberges. Sie liegt am orografisch rechten Ufer des Mendlingbaches südlich von Großegg. Der dort entspringende Bach wird zum Betreiben einer Getreidemühle genutzt. Das Quellwasser entspringt einer vertikal verlaufenden Schachtwasserhöhle im Felsen.